# Neoaliturus lituratus
Neoaliturus lituratus är en insektsart som beskrevs av Dubovsky 1966. Neoaliturus lituratus ingår i släktet Neoaliturus och familjen dvärgstritar. Inga underarter finns listade i Catalogue of Life.